# Stolonica limbata
Stolonica limbata är en sjöpungsart som beskrevs av Monniot 1996. Stolonica limbata ingår i släktet Stolonica och familjen Styelidae. Inga underarter finns listade i Catalogue of Life.